# Canthylidia nervosa
Canthylidia nervosa là một loài bướm đêm trong họ Noctuidae.